# Grejam Grin
Henri Grejam Grin (2. oktobar 1904—3. april 1991), poznatiji pod pseudonimom Grejam Grin, bio je engleski romanopisac, za koga su mnogi smatrali da je jedan od najvećih Engleskih pisaca 20. veka, a Džon Irving ga je pohvalio, pre Grinove smrti, kao „najuspešnijeg živog romanopisca na engleskom jeziku“. Mešavinom kritičkog priznanja i široke popularnosti, Grin je rano u životu stekao reputaciju značajnog pisca, kako ozbiljnih katoličkih romana, tako i trilera (ili „zabava“, kako ih je on nazivao). Ušao je u uži izbor za Nobelovu nagradu za književnost 1966. i 1967. godine. Tokom 67 godina karijere, tokom kojih je napisao preko dvadeset pet romana, istraživao je ambivaletne moralne i političke probleme modernog sveta, često iz katoličke perspektive.
Iako se Grin snažno protivio tome što su ga opisivali kao katoličkog pisca, umesto kao pisca koji je prosto katolik, katoličke religijske teme su koren mnogih njegovih dela, a pogotovo u njegova četiri glavna „katolička” romana: Brajtonska stena, Moć i slava, Suština stvari i Kraj jedne ljubavne priče, koja se posmatraju kao „zlatni standard” katoličkih romana. Nekoliko dela, kao što su Poverljivi agent, Mirni Amerikanac, Naš čovek u Havani, Ljudski faktor i scenario za Trećeg čoveka, takođe pokazuju Grinovo strastveno interesovanje za delatnost i intrige internacionalne politike i špijunaže.
Grin je rođen u Berkamstedu, u okrugu Hartfordšir, u velikoj i uticajnoj porodici, čiji su članovi bili i vlasnici Grin King pivare. Boravio je u internatu pri školi u Berkamstedu, gde je njegov otac predavao i postao direktor. Bio je nesrećan u školi i pokušao je da sebi oduzme život nekoliko puta. Započeo je studije istorije na koledžu Baliol u Oksfordu, gde je još pre diplomiranja objavio svoje prvo delo, knjigu poezije koja je imala slab prijem. Nakon diplomiranja, Grin je prvo radio kao privatni tutor, a zatim kao novinar – prvo u časopisu Nottingham Journal (Notingemski žurnal), a onda kao pomoćni urednik Tajmsa. Prešao je u katolicizam 1926, nakon što je upoznao buduću ženu Vivijen Dejrel Brauning. Kasnije u životu je sebe nazivao katoličkim agnostikom, a nekad čak i katoličkim ateistom. Objavio je svoj prvi roman Čovek iznutra 1929; njegov povoljan prijem mu je omogućio da radi redovno kao romanopisac. Prihod od romana dopunjavao je radeći kao slobodan novinar i pisanjem prikaza knjiga i filmova. Njegov prikaz filma Vi Vili Vinki iz 1937. (za britanski žurnal Night and Day [Noć i dan]) govori o seksualnosti devetogodišnje glavne glumice Širli Templ. Ovo je prouzrokovalo tužbu Tventit senčuri foksa i Grin se preselio u Meksiko dok se suđenje nije završilo. Dok je boravio u Meksiku, Grin je razvio ideje za Moć i slavu. Grin je prvobitno podelio svoju fikciju u dva žanra (koja je nazvao „zabavni" i „ozbiljni“ romani). Jedni su trileri – često sa primetnim filozofskim tonovima – kao što je Ministarstvo straha; drugi su književna dela na kojima je mislio da počiva njegova reputacija – poput knjige Moć i slava.
Grin poseduje istoriju depresije koja je imala dubok efekat na njegovo pisanje i privatni život. U pismu svojoj ženi Vivijen rekao je da gaji „snažan antagonizam prema običnom, domaćinskom životu" i da je bolest, nažalost, takođe i materijal za pisanje. Vilijam Golding je opisao Grina kao „vrhunskog hroničara svesti i anksioznosti čoveka dvadesetog veka." Umro je 1991. u osamdeset šestoj godini, od leukemije, i sahranjen je u Korsou u Švajcarskoj.

## Detinjstvo i školovanje (1904—1925)
Henri Grejam Grin je rođen 1904. u kući Sent Džon, internatu škole u Berkamstedu, gde je njegov otac bio upravnik. Bio je četvrto dete od njih šestoro; njegov mlađi brat, Hju, postao je generalni direktor BBC-ja, a stariji brat Rejmond, istaknuti fizičar i planinar. Njegovi roditelji Čarls Henri Grin i Merion Rejmond Grin su bili drugo koleno srodstva i oboje članovi velike, uticajne porodice čiji su članovi bili vlasnci pivare Grin King, bankari i državnici; njegova majka je bila rođaka Robertu Luisu Stivensonu. Čarls Grin je bio drugi upravitelj škole u Berkamstedu, gde je direktor bio dr Tomas Fraj koji je bio oženjen Čarlsovom rođakom. Drugi rođak je bio desničarski pacifista Ben Grin, čija je politika dovela do njegovog interniranja tokom Drugog svetskog rata.
U detinjstvu, Grin je provodio leta sa ujakom ser Vilijamom u kući Harston. U opisu svog detinjstva, Grin objašnjava kako je tamo naučio da čita: „Bio sam u Harstonu kad sam iznenada shvatio da mogu da čitam – knjiga je bila Dixton Brett, Detective (Dikston Bret, detektiv). Nisam želeo da iko zna za moje otkriće, tako da sam čitao u tajnosti, u udaljenom potkrovlju, ali majka mora da je ipak primetila, jer mi je dala Koralno ostvo od Balantajna za putovanje kući vozom – uvek beskrajno putovanje sa dugim čekanjem vozova u Blečliju.
1910. godine Čarls Grin je posle dr Fraja došao na mesto direktora škole. Grejam je takođe pohađao ovu školu kao đak u internatu. Maltretiran i teško depresivan, nekoliko puta je pokušao samoubistvo uključujući, kako je pisao u autobiografiji, Ruski rulet i uzimanje aspirina pre odlaska na plivanje u školskom bazenu. 1920, kada je imao šesnaest godina, poslali su ga u London na šestomesečnu psihoanalizu, što je bio radikalan korak u to vreme, a posle toga se vratio u školu kao redovan đak bez boravka u internatu. Školski prijatelji su mu bili novinar Klod Koubern i istoričar Piter Kvenel.
1922. godine Grin je na kratko vreme bio član Komunističke partije Velike Britanije i tražio poziv za odlazak u novu Sovjetsku uniju, što se nije dogodilo.
1925, dok je još studirao na koledžu Baliol u Oksfordu, objavljeno je njegovo prvo delo, zbirka pesama po imenu Babbling April koja je bila slabo dočekana. Grin je patio od periodičnih napada depresije dok je bio u Oksfordu i to je u velikoj meri zadržavao za sebe. Stekao je diplomu drugog stepena iz istorije 1925. godine.

## Karijera i stvaralaštvo
Nakon što je napustio Oksford, Grin je određeni period radio kao privatni mentor, a zatim se okrenuo žurnalistici – prvo u Notingemskom žurnalu, a onda kao pomoćni urednik Tajmsa. Dok je radio u Notingemu, počeo je da se dopisuje sa Vivijen Dejrel Brauning, koja mu je pisala da ga ispravi po tačkama katoličke doktrine. Grin je u to vreme bio agnostik, ali kada je počeo da razmišlja o tome da oženi Vivijen, palo mu je na pamet, kako je to sročio u autobiografiji A Sort of Life (Nekakav život ): „da bi bar trebalo da nauči o prirodi i granicama verovanja koje poseduje."
Grin je kršten 26. februara 1926. i venčali su se 15. oktobra 1927. u crkvi Sent Meri, u Hampstedu, u severnom Londonu.
Grinov prvi objavljeni roman je Čovek iznutra (1929). Povoljan prijem ga je osokolio da napusti posao pomoćnika urednika u Tajmsu i počne redovno da radi kao romanopisac. Sledeće dve knjige The Name of Action (Ime radnje) i Rumor of the Nightfall (Priča se da pada noć) (1932) bile su neuspešne i on ih se kasnije odrekao.
Njegov prvi pravi uspeh bio je Voz za Istambul (1932), koji je adaptiran u film Orijent Ekspres 1934. godine.
Dok je bio u Meksiku, Grin je razvio ideje za roman, za koji se često smatra da je njegovo remek-delo – Moć i slava. Kako mu je karijera odmicala, i Grin i njegovi čitaoci su uočavali problematičnu razliku između „zabavnih" i „ozbiljnih“ romana. Poslednji roman koji je Grin označio kao „zabavni roman" je Naš čovek u Havani, iz 1958. godine. Grin je takođe pisao i kratke priče i drame koje su doživele uspeh, mada je uvek i pre svega bio romanopisac. Majkl Korda, Grinov prijatelj za ceo život, a kasnije njegov urednik u Sajmon & Šusteru, jednom je posmatrao Grina na poslu. Korda je primetio da je Grin crnim penkalom pisao u maloj, crnoj, kožnoj svesci i da bi otprilike napisao oko petsto reči. Kada bi došao do petsto, odložio bi penkalo i završio s pisanjem za taj dan.

## Putovanja i špijunaža
Grin je tokom svog života putovao daleko od Engleske, u zemlje koje je opisivao kao divlje i daleke. Putovanja su dovela to toga da ga je njegova sestra Elizabet zaposlila u službi MI6, gde je i sama radila. Shodno tome, poslali su ga Sijeru Leone na dužnost tokom Drugog svetskog rata. Kim Filbi, za koga će se kasnije otkriti da je sovjetski agent, bio je Grinov nadzornik i prijatelj u MI6. Grin je posle napisao uvod za Filbijeve memoare, Moj tihi rat iz 1968. Kao romanopisac, Grin je ljude koje je upoznao i mesta gde je živeo pretvarao u materijal za svoja dela. Grin je prvi put otišao van Evrope sa trideset godina, kada je 1935. godine krenuo u Liberiju, a iz tog puta je nastao putopis Journey Without Maps (Putovanje bez mapa). Njegov put za Meksiko 1938, sa ciljem da posmatra efekte vladine kampanje o prisilnoj anti-katoličkoj sekularizaciji, platila je izdavačka kompanija Longman, zahvaljujući Grinovom prijateljstvu sa Tomom Bernsom. To putovanje iznedrilo je dve knjige: The Lawless Roads (Drumovi bez zakona) i Moć i slavu. Godine 1953, Kongregacija za nauku vere je obavestila Grina da Moć i slava šteti reputaciji sveštenstva, ali kasnije u privatnom razgovoru sa Grinom, papa Pavle VI mu je rekao da, iako će pojedini delovi uvrediti neke katolike, treba da ignoriše kritike.
1957, samo par meseci nakon što je Fidel Kastro započeo revolucionarni napad na Batistin režim na Kubi, Grin je odigrao malu ulogu u pomaganju revolucionara, kao tajni kurir koji je odnosio toplu odeću Kastrovim pobunjenicima koji su se tokom Kubanskog rata sakrivali u brdima. Za Grina se govorilo da ga fasciniraju snažne vođe. Nakon jedne posete, Kastro je Grinu dao sliku koju je naslikao, koja je visila u dnevnoj sobi kuće u Francuskoj gde je autor proveo poslednje godine života.
Grin kasnije jeste naglas izgovorio sumnje o Kastrovoj Kubi. Francuzu koji ga je intervjuisao 1983. godine rekao je: „Divim mu se na hrabrosti i veštini, ali preispitujem njegov autokratski sistem vladavine," dodavši: „Sve uspešne revolucije, koliko god bile idealističke, verovatno će vremenom izdati same sebe."

## Privatni život
Sa Vivijen Dejrel Brauning je imao dvoje dece, Lusi Karolinu (rođena 1933) i Fransis (1936). Početkom 1946, Grin je imao vanbračnu vezu sa Ketrin Volston, ženom Harija Volstona. Generalno se smatra da mu je ova afera poslužila da napiše roman Kraj jedne ljubavne priče, objavljen 1951. godine, kada se afera okončala. Grin je napustio porodicu 1947, ali je Vivijen u skladu sa katoličkim učenjem odbila da mu da razvod i ostali su u braku sve do Grinove smrti 1991.
Grin je takođe imao još nekoliko afera i seksualnih odnosa tokom braka, a u kasnijim godinama Vivijen izjavljuje: „Iz ove perspektive, rekla bih da je on bio osoba koja nikad nije trebalo da se ženi.” Ostao je distanciran od svoje žene i dece i rekao je: „Mislim da su knjige moja deca."
Grin je patio od manične depresije (bipolarni poremećaj).

## Literatura
- Bosco, Mark, 2005. Graham Greene's Catholic Imagination. Oxford University Press.
- Diederich, Bernard, 2012. Seeds of Fiction: Graham Greene's Adventures in Haiti and Central America 1954–1983. Peter Owen
- Diemert, Brian, 1996. Graham Greene's Thrillers and the 1930s. McGill-Queen's Press
- Donaghy, Henry J, 1983. Graham Greene, an Introduction to His Writings. Rodopi
- Feldman, Burton, 2001.The Nobel Prize: A History of Genius, Controversy, and Prestige. Arcade Publishing
- Kohn, Lynette, 1961. Graham Greene: The Major Novels. Stanford University Press
- Iyer, Pico, 2012. The Man within My Head: Graham Greene, My Father and Me. Bloomsbury.
- Schwartz, Adam, 2005. The Third Spring: G.K. Chesterton, Graham Greene, Christopher Dawson, and David Jones. CUA Press
- Steensma, Robert C, 1997, Encyclopedia of the Essay. Taylor & Francis
- Theroux, Paul, 2004. Introduction to The Comedians. Random House
- Vickers, Graham, 2008. Chasing Lolita: How Popular Culture Corrupted Nabokov's Little Girl All Over Again. Chicago Review Press
- Graham Greene Studies (journal), University of North Georgia - Digital Commons, bepress, Elsevier
- Allain, Marie-Françoise, 1983. The Other Man: Conversations with Graham Greene. Bodley Head.
- Bergonzi, Bernard, 2006. A Study in Greene: Graham Greene and the Art of the Novel. Oxford University Press.
- Cloetta, Yvonne, 2004. In Search of a Beginning: My Life with Graham Greene, translated by Euan Cameron. Bloomsbury.
- Fallowell, Duncan, 20th Century Characters, Loaded: Graham Greene at home in Antibes (London, Vintage Books, 1994)
- Greene, Richard, editor, 2007. Graham Greene: A Life in Letters. Knopf Canada.
- Hazzard, Shirley, 2000. Greene on Capri. Farrar, Straus & Giroux.
- Henríquez Jiménez, Santiago J. La realidad y la construcción de la ficción en la novelística de Graham Greene, La Laguna: Universidad, 1992.
- Henríquez Jiménez, Santiago J. "Graham Greene's novels seen in the Light of His Religious Discourse" en Wm. Thomas Hill (ed.). Perceptions of Religious Faith in the Work of Graham Greene. Oxford, New York…: Peter Lang. 2002. 657-685.
- Henríquez Jiménez, Santiago J. “Don Quijote de la Mancha y Monsignor Quixote: la inspiración castellana de Grahan Greene en el clásico español de Cervantes” en José Manuel Barrio Marco y María José Crespo Allué (eds.). La huella de Cervantes y del Quijote en la cultura anglosajona. Centro Buendía y Universidad de Valladolid. Valladolid. 2007. 311-318.
- Henríquez Jiménez, Santiago J. “Miguel de Unamuno y Graham Greene: coincidencias en torno a los cuidados de la fe” en Teresa Gibert Maceda y Laura Alba Juez (coord..). Estudios de Filología Inglesa. Homenaje a la Dra. Asunción Alba Pelayo. Madrid: UNED. 2008. 421-430.
- Phillips, Gene D., 1974. Graham Greene: Films of His Fiction, Teachers' College Press.
- O'Prey, Paul, 1988. A Reader's Guide to Graham Greene. Thames and Hudson.
- Shelden, Michael, 1994. Graham Greene: The Enemy Within. William Heinemann. Random House ed, 1995,  0-679-42883-6
- Sherry, Norman, 1989. The Life of Graham Greene: Vol. 1, 1904–1939. Random House UK,  0-224-02654-2. Viking,  0-670-81376-1. Penguin reprint 2004,  0-14-200420-0
- Sherry, Norman, 1994. The Life of Graham Greene: Vol. 2, 1939–1955. Viking.  0-670-86056-5. Penguin reprint 2004:  0-14-200421-9
- Sherry, Norman, 2004. The Life of Graham Greene: Vol. 3, 1955–1991. Viking.  0-670-03142-9

- Simon Raven & Martin Shuttleworth „Graham Greene Interviewed, The Art of Fiction No. 3”. The Paris Review. Autumn 1953 (3). јесен 1953.
- West, William John (1998). The quest for Graham Greene (1st US изд.). New York: St. Martin's Press. ISBN 978-0-312-18161-1.

## External links
- Graham Greene на веб-сајту  (језик: енглески)
- Grejam Grin na veb-sajtu  (језик: енглески)
- Grejam Grin на сајту Internet Archive (језик: енглески)
- Grejam Grin на сајту LibriVox (језик: енглески)
- Graham Greene Papers at the Harry Ransom Center
- Graham Greene Papers Архивирано на веб-сајту  (5. децембар 2022) at John J. Burns Library, Boston College
- Graham Greene Collection at Emory University
- Graham Greene Letters at Columbia University
- Bryan Forbes Collection of Graham Greene Архивирано на веб-сајту  (20. септембар 2022) at the British Library
- The Cherry Record Collection of Josephine Reid’s Papers and Books Relating to Graham Greene at Balliol College Archives & Manuscripts